# Huisvredebreuk
Onder huisvredebreuk, in Vlaanderen ook wel woonstschennis genoemd, wordt verstaan het binnendringen van een woning of besloten lokaal (bijvoorbeeld een winkel of horecabedrijf) of erf of daarin verblijven zonder de toestemming en tegen de wil van de eigenaar of gebruiker. Huisvredebreuk is in Nederland een misdrijf dat strafbaar is gesteld in het Wetboek van Strafrecht (Sr) onder artikel 138 en valt in een specifieke categorie misdrijven tezamen met lokaalvredebreuk ten aanzien van een lokaal bestemd voor de openbare dienst (art. 139 Sr) en sinds 1993 computervredebreuk (art. 138ab Sr).

## Wetsartikelen huisvredebreuk en uitleg

### Nederland
Artikel 138 van het Nederlandse Wetboek van Strafrecht:

1. Hij die in de woning of het besloten lokaal of erf, bij een ander in gebruik, wederrechtelijk binnendringt of, wederrechtelijk aldaar vertoevende, zich niet op de vordering van of vanwege de rechthebbende aanstonds verwijdert, wordt gestraft met gevangenisstraf van ten hoogste een jaar of geldboete van de derde categorie.
2. Hij die zich de toegang heeft verschaft door middel van braak of inklimming, van valse sleutels, van een valse order of een vals kostuum, of die, zonder voorkennis van de rechthebbende en anders dan ten gevolge van vergissing binnengekomen, aldaar wordt aangetroffen in de voor de nachtrust bestemde tijd, wordt geacht te zijn binnengedrongen.
3. Indien hij bedreigingen uit of zich bedient van middelen geschikt om vrees aan te jagen, wordt hij gestraft met gevangenisstraf van ten hoogste een jaar of geldboete van de derde categorie.
4. De in het eerste en derde lid bepaalde gevangenisstraffen kunnen met een derde worden verhoogd, indien twee of meer verenigde personen het misdrijf plegen.

Lid 1 stelt strafbaar:
1. het wederrechtelijk binnendringen van een woning of het besloten lokaal of besloten erf bij een ander in gebruik;
2. het zich niet op vordering van/vanwege rechthebbende verlaten van een woning of het besloten lokaal of besloten erf wanneer men zich daar wederrechtelijk bevindt.

In Caribisch Nederland geldt artikel 144 van het Wetboek van Strafrecht BES (november 2010):

Hij die, hetzij in de woning of in het bij eene woning behorend erf, hetzij in het besloten lokaal of erf, bij een ander in gebruik, wederrechtelijk binnendringt of, wederrechtelijk aldaar vertoevende, zich niet op de vordering van of vanwege den rechthebbende aanstonds verwijdert, wordt gestraft met gevangenisstraf van ten hoogste zes maanden of geldboete van de eerste categorie.
Hij die zich den toegang heeft verschaft door middel van braak of inklimming, van valsche sleutels, van een valsche order of van een valsch kostuum, of die, zonder voorkennis van den rechthebbende en anders dan ten gevolge van vergissing binnengekomen, aldaar bij nacht wordt aangetroffen, wordt geacht te zijn binnengedrongen.
Indien hij bedreigingen uit of zich bedient van middelen geschikt om vrees aan te jagen, wordt hij gestraft met gevangenisstraf van ten hoogste een jaar.
De in het eerste en derde lid bepaalde straffen kunnen met een derde worden verhoogd, indien twee of meer vereenigde personen het misdrijf plegen.

### België
Artikel 439 van het Strafwetboek luidt:

Met gevangenisstraf van vijftien dagen tot twee jaar en met geldboete van zesentwintig euro tot driehonderd euro wordt gestraft hij die, zonder een bevel van de overheid en buiten de gevallen waarin de wet toelaat in de woning van bijzondere personen tegen hun wil binnen te treden, in een door een ander bewoond huis, appartement, kamer of verblijf, of in de aanhorigheden ervan hetzij binnendringt met behulp van bedreiging of geweld tegen personen, of door middel van braak, inklimming of valse sleutels, hetzij dit goed bezet, hetzij erin verblijft zonder toestemming van de bewoners.

## Verdere uitleg

### Nederland
- De wettekst kende reeds van begin af aan een dubbelzinnigheid met betrekking tot de betekenis van recht in de belangrijke termini "wederrechtelijk" en "rechthebbende", die elk voor meerderlei uitleg vatbaar zijn, namelijk als op grond van dan wel in strijd met een subjectief recht dan wel het objectief recht. Deze dubbelzinnigheid werd reeds in 1899 in de juridische literatuur aan de orde gesteld.[1] Met name het begrip van de wederrechtelijkheid gold als het lastigste van het gehele artikel te interpreteren en had dan ook tot veel verschil van opinie aanleiding gegeven. Door Van Schaijk werden de meningen over de betekenis verdeeld in twee hoofdgroepen, namelijk een positieve en een negatieve. De positieve leer nam aan dat de uitdrukking betekent strijdig met het recht en wel of het objectieve recht of een subjectief recht. In 1914 werd de kwestie door de Hoge Raad in het arrest van de Muider huisvredebreuk opgelost: criterium is het feitelijk gebruik van de woning en niet of de rechtmatigheid van de woning betwist zou worden. Deze uitleg werd in een arrest in 2007 bestendigd.
- Wederrechtelijk een woning binnengaan is strafbaar, met name wanneer dit gebeurt op de manieren die in lid 2 beschreven zijn. Het is echter ook mogelijk dat iemand op rechtmatige manier is binnengekomen (lees: binnengelaten) en door de rechthebbende later alsnog wordt gesommeerd te vertrekken. Bijvoorbeeld: iemand komt bij een ander op bezoek, het gesprek neemt een onaangename wending, de bezoeker wordt weggestuurd maar weigert weg te gaan.
- De vordering zoals die in lid 1 van het wetsartikel is gesteld, is alleen nodig om strafbaar te worden wanneer men op een rechtmatige manier is binnengekomen, zoals de eerder genoemde agressieve bezoeker. Vaak zullen twee aanmaningen om heen te gaan nodig zijn: de eerste om het wederrechtelijk vertoeven vast te stellen en de tweede om het niet verwijderen te constitueren. De vordering moet tot een persoon of groep gericht zijn en het bevel inhouden heen te gaan. Het is derhalve een wijdverbreid misverstand dat er geen sprake is van huisvredebreuk wanneer iemand is binnengelaten. Wel zal politie minder snel geneigd zijn hiertegen op te treden en zal de bewijslast problematischer worden dan wanneer iemand klaarblijkelijk op onrechtmatige wijze is binnengekomen, zoals door inbraak of insluiping.
- Volgens de jurisprudentie kan ook een hotelgast die weigert zijn kamer te verlaten nadat hem door de hotelhouder op goede grond te verstaan is gegeven niet langer welkom te zijn, ook zelfs indien hij wel aan zijn betalingsverplichtingen voldoet, in dat geval schuldig worden bevonden aan lokaalvredebreuk.[2]

#### Definities
- In het wetsartikel wordt in lid 1 onder woning verstaan de plek waar men zijn vaste verblijfplaats heeft, dat kan ook een studentenkamer zijn.
- Een besloten lokaal kan een tot de woning behorende ruimte zijn, bijvoorbeeld een schuur.
- Onder besloten erf vallen geen akkers, weilanden en bossen.
- De betekenis van de zinsnede bij een ander in gebruik is feitelijk bij een ander in gebruik, beslissend is het feitelijk houderschap.
- Wederrechtelijk betekent zonder toestemming van de rechthebbende (de bewoner) en zonder rechtvaardigingsgrond.
- Binnendringen is het geval als men binnengaat tegen de verklaarde wil van de bewoner, wat kan blijken uit woorden of uit daden.
- In lid 3 is van bedreigingen sprake, als de tegenstand van de bewoner jegens de binnendringer door dreigende woorden wordt verlamd.
- Onder de zinsnede middelen geschikt om vrees aan te jagen wordt verstaan het bedreigen door daden.
- Inklimming betekent zich toegang verschaffen via niet-normale ingangen, bijvoorbeeld over hekken of door ramen klimmen of over slootjes springen. Inklimming is dus niet hetzelfde als insluiping. Ook degene die door een groot gat in de heg op een afgesloten erf komt maakt zich schuldig aan inklimming. Inklimming is meestal een (verzwarend) onderdeel van een ander misdrijf. Bij diefstal (artikel 310 WvSr) wordt inklimming als een kwalificerende (verzwarende) omstandigheid genoemd.

## Toepassing bij kraken

### Nederland
- Art. 429 Sexies WSr is komen te vervallen.
- Krakers kunnen geen rechten meer ontlenen aan het in art. 12 Grondwet (Gw) en art. 2 Algemene wet op het binnentreden

Artikel 138 a WsR is sinds 2010 van toepassing en daarin staat vermeld dat kraken: Hij die in een woning of gebouw, waarvan het gebruik door de rechthebbende is beëindigd wederrechtelijk binnendringt of wederrechtelijk vertoeft wordt, als schuldig aan kraken, gestraft met een gevangenisstraf van ten hoogste een jaar of een geldboete van de derde categorie. 

### België
Kraakpanden of onbewoonde huizen kunnen niet worden beschouwd als een door artikel 15 van de Grondwet beschermde woning. Aldus kan er evenmin sprake zijn van huisvredebreuk wanneer men er binnendringt.

## Feitelijkgebruik

### Nederland
Doordat in de delictsomschrijving van art.138 Sr het woord recht in de termini wederrechtelijk en rechthebbende op meerdere wijzen kan worden opgevat of uitgelegd (in elk geval deze vier: al dan niet op grond van een aan iemand toekomend subjectief recht dan wel al dan niet in strijd met het algemeen geldend ofwel objectief recht), kan deze tot misverstanden leiden in situaties van eigenrichting.
Sinds het arrest van de Hoge Raad in de zaak van de Muider huisvredebreuk in december 1914 wordt in Nederland in de jurisprudentie hieromtrent de feitelijke leer aangehangen, die inhoudt dat de feitelijkheid van het gebruik van de woning geldt als criterium voor de bescherming van de huisvrede en niet de al dan niet vermeende of betwiste rechtmatigheid daarvan.
In september 2007 heeft de Hoge Raad die leer in een arrest over een geval van huisvredebreuk in Almelo bestendigd: in die zaak waren de gebruikers krakers van wie later werd vastgesteld dat zij onrechtmatig in de betreffende woning vertoefden, doch die omstandigheid kon geen afbreuk doen aan de strafbaarheid van het optreden van een knokploeg dat als huisvredebreuk werd aangemerkt.

### België
In principe is het binnendringen in een woning tegen de wil van de bewoner strafbaar, tenzij de wet het in een bepaald geval toelaat of op bevel van de overheid.
Ook een verhuurder die zich in het verhuurde appartement of huis begeeft zonder medeweten van de huurder, maakt zich schuldig aan huisvredebreuk, niettegenstaande de verhuurder titularis kan zijn van het eigendomsrecht van het goed.

## Winkelverbod
Na een aanzegging dat een persoon een bepaalde tijd niet in een winkel of horecagelegenheid mag komen kan betrokkene bij overtreding van dat verbod strafrechtelijk worden vervolgd wegens huisvredebreuk. De aanzegging kan ook betrekking hebben op alle vestigingen van een bedrijf.
Een collectief van winkels en/of horecagelegenheden kan ook bij problemen in één zaak een persoon aanzeggen dat deze in al deze zaken een bepaalde tijd niet meer mag komen (collectief winkelverbod of collectief horecaverbod). De politierechter in Almelo heeft daarover grote bedenkingen, en heeft om die reden een dergelijke zaak doorgestuurd naar de meervoudige strafkamer van de rechtbank.

## Politiebureau
Een burger die heengezonden wordt vanuit een politiebureau (een voor de openbare dienst bestemd lokaal) en desondanks zonder redelijk doel daar terugkeert en dan weigert dit te verlaten, kan zich daarbij bijgeval ook schuldig maken aan het delict lokaalvredebreuk. 